# Kőris (faanyag)
A kőris kemény lombos faanyag. Magyarországon faipari szempontból elsősorban a magas kőrist (Fraxinus excelsior) hasznosítják.

## Az élő fa
A magas kőris kimondottan európai flóraelem, Skandináviától Spanyolországig sokfelé megtalálható. Síkvidéktől a középhegységig mindenhol előfordul, általában elegyfaként. Kedveli a meleg éghajlatot, de viszonylag igénytelen, jó tűrőképességgel. 
Magassága 17…40 m. Kérge sokáig repedésmentes, szürke foltos, idős korban mély, hosszanti repedésekkel barázdált. A kéregvastagság 1…4 cm.

## A faanyag
A kőris gyűrűs likacsú fa. A rendszerint inhomogén szerkezetű gyűrűs likacsú fafajok körében viszonylag finom és egyenletes szövetű. Színes gesztű fafaj, de a geszt csak enyhén barnásabb színű,  mint a vöröses sárgásfehér szíjács. Jellemző színváltozata az ú. "barnabelű kőris" (braunkern Esche, black heart ash): a belső évgyűrűkben meszes, nedves talajokon, idősebb fáknál barna elszíneződés jelentkezik. Ezt a szakzsargonban gyakran (helytelenül) álgesztesnek mondják. Másik jellemző szöveti elváltozása a hullámos rostúság, ami – különösen a furnériparban – szintén értékes és dekoratív, esztétikus; ez a „habos kőris”. A kőris bélsugarai csak sugármetszeten láthatók, apró, fénylő bélsugártükrök formájában. Edényei a korai pásztában nagy méretűek, jól láthatók, több sorban elhelyezkedve. Szép, határozott rajzolatot adnak a fának. A kőris színe fakó, sárgásfehér. Szövetszerkezete és rajzolata hasonlít a szilfáéhoz.

## Felhasználása
SzárításLassan és óvatosan kell szárítani, vetemedésre, zsugorodásra hajlamos, viszont nem reped.
MegmunkálásMinden szerszámmal jól és könnyen megmunkálható, jól faragható, de csak gőzölés után késelhető, hámozható. Jól gőzölhető, ettől színe vörösesbarnára változik, használat közbeni stabilitása javul. Gőzölve az egyenes szálú, hibamentes anyag hajlítható.
RögzítésNehezen szegelhető, csavarozható, előfúrás ajánlatos. Hidegen jól, melegen problémásan ragasztható.
FelületkezelésRitkán pácolják, előkezelés nélkül is jól lakkozható. Fény hatására idővel sárgul.
TartósságTartós faanyag, szabadban kb. 40 év, vízben kb. 10 év, állandóan szárazon kb. 800 év az élettartama.
Kemény, rugalmas anyaga kedvelt sportszerfa: sí, evező, szánkó, ütőfák, gerely, dákó, bordásfal készülhet belőle. A habos és madárszemű kőrist a bútoripar kedveli. A jármű- és vagonépítésben főleg a hajlított részekhez használják. 